# Château de Rožmberk
Le château de Rožmberk est un château fort et un monument culturel tchèque qui se situe sur un éperon rocheux au dessus de la Moldau (Vltava) à Rožmberk nad Vltavou, au sud de Český Krumlov. Les fondations qui l'abritent datent du XIIIe siècle, lorsqu'il fut la résidence de la noble famille des Rosenberg, officiers du rois de Bohême. 

## Histoire

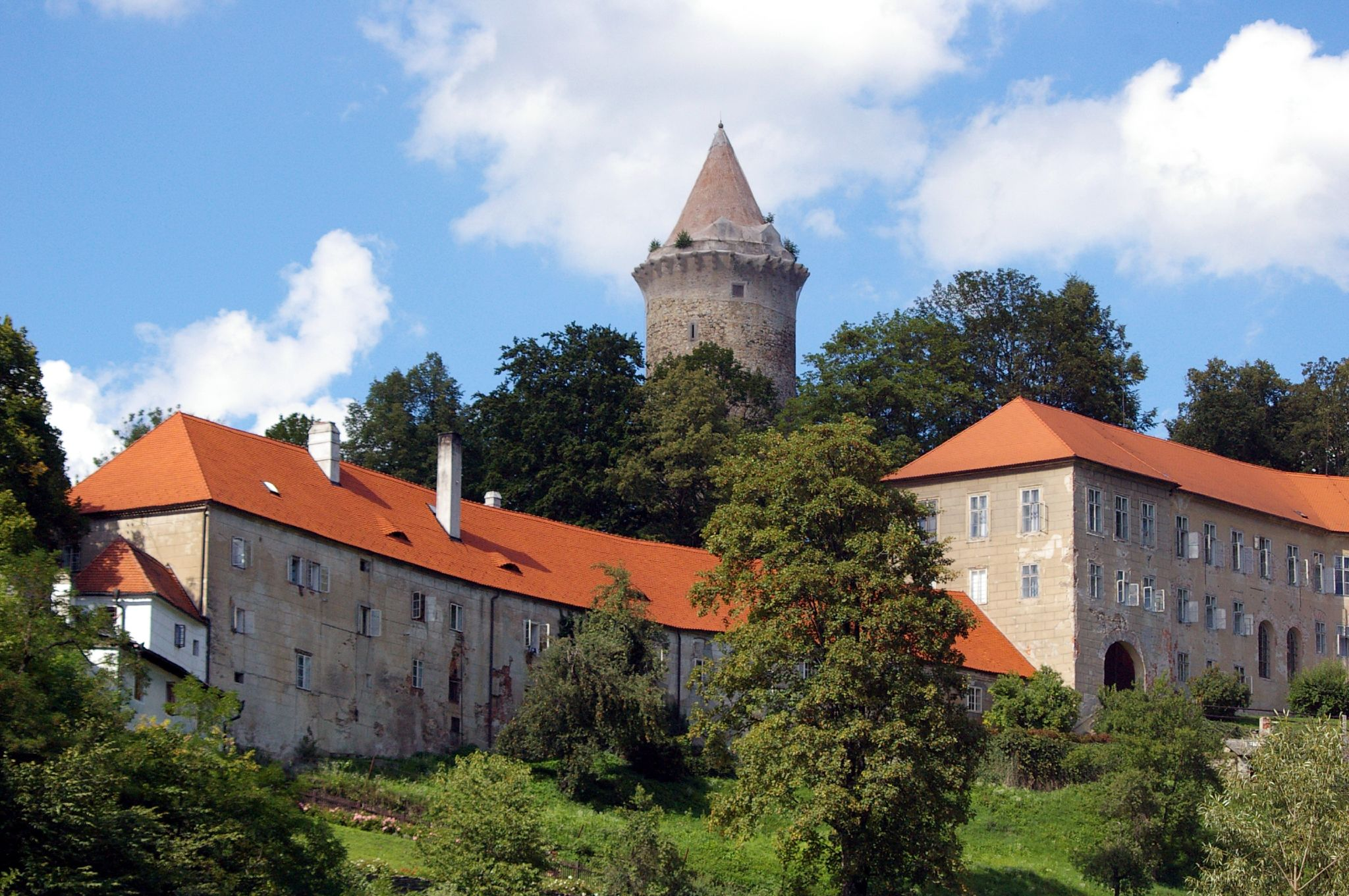
Le château supérieur.

La construction du château remonte à la première moitié du XIIIe siècle. Le monument comporte deux sections ; la partie surélevée fut édifiée à l'instigation de Vitiko de Prčice († 1256) et de son fils Vok de Rosenberg († 1262), maréchal de Bohême qui est mentionné dans un acte délivré le 22 juin 1250 par le roi Venceslas Ier. La forteresse était stratégiquement placée près de la frontière avec le duché d'Autriche au sud, sur la route commerciale de Krumlov à Linz sur le Danube. 
Bien que le fils de Vok, Henri de Rosenberg († 1310), transféra sa résidence au château de Krumlov en 1302, les Rosenberg (Rožmberk en tchèque) restent propriétaires du château et régnèrent sur cette région jusqu’en 1611. Pendant une certaine période, les Rosenberg gagèrent la seigneurie à la maison de Walsee et aux Lobkowicz. 
La partie inférieure du château, mentionnée pour a première fois en 1262, s'est agrandi dans les années 1330. Le fort fut restauré en style Renaissance sous Guillaume de Rosenberg (Vilém z Rožmberka) qui avait été nommé haut burgrave de Bohême par l'empereur Maximilien II de Habsbourg en 1570. Après la mort de Guillaume, en 1592, son frère cadet Pierre Vok de Rosenberg a dû vendre la seigneurie de Krumlov à l’empereur Rodolphe II, pendant que l'administration des biens était confiée à la famille de son beau-frère Nikola Šubić Zrinski. La lignée des Rosenberg s'est éteinte avec la mort de Pierre Vok le 6 novembre 1611. 

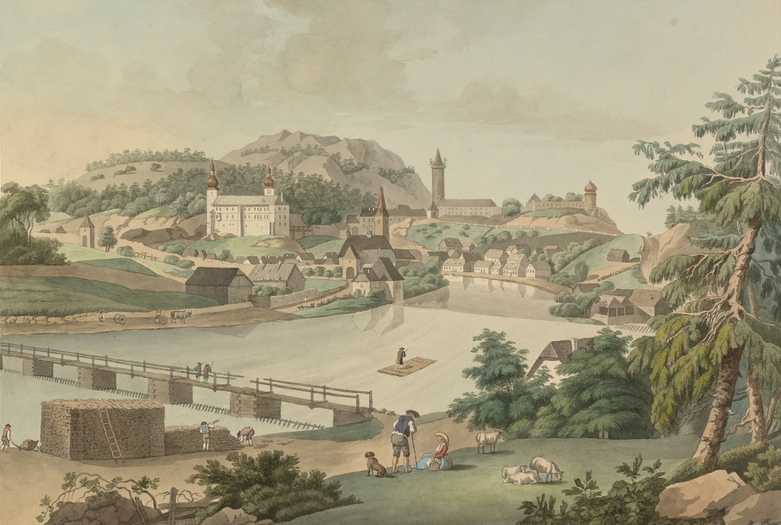
Vue de Rožmberk, gravure (1798).

Au cours de la révolte de Bohême, en 1619, Rožmberk fut occupée par les troupes impériales du maréchal Charles Bonaventure de Buquoy. L'empereur Ferdinand II lui a officiellement cédé le fief le 6 février 1620. Ayant remporté la victoire à la bataille de la Montagne-Blanche, le maréchal meurt l'année suivante. La famille Buquoy donnera l'apparence néogothique au château au cours du XIXe siècle et était propriétaire jusqu'à la fin de la Seconde Guerre mondiale. 
De 1919 à 1989, il a été loué au ministère de l'intérieur et réaménagé en divisant les pièces et construisant de faux plafonds, ce qui a préservé les fresques.

## Architecture
Le château de Rožmberk est constitué de deux châteaux-forts, l'un médiéval et l'autre Renaissance. Le château médiéval du XIIIe siècle a quasiment disparu et il n'en reste que la tour Saint-Jacques (Jakobínka), en très mauvais état. 

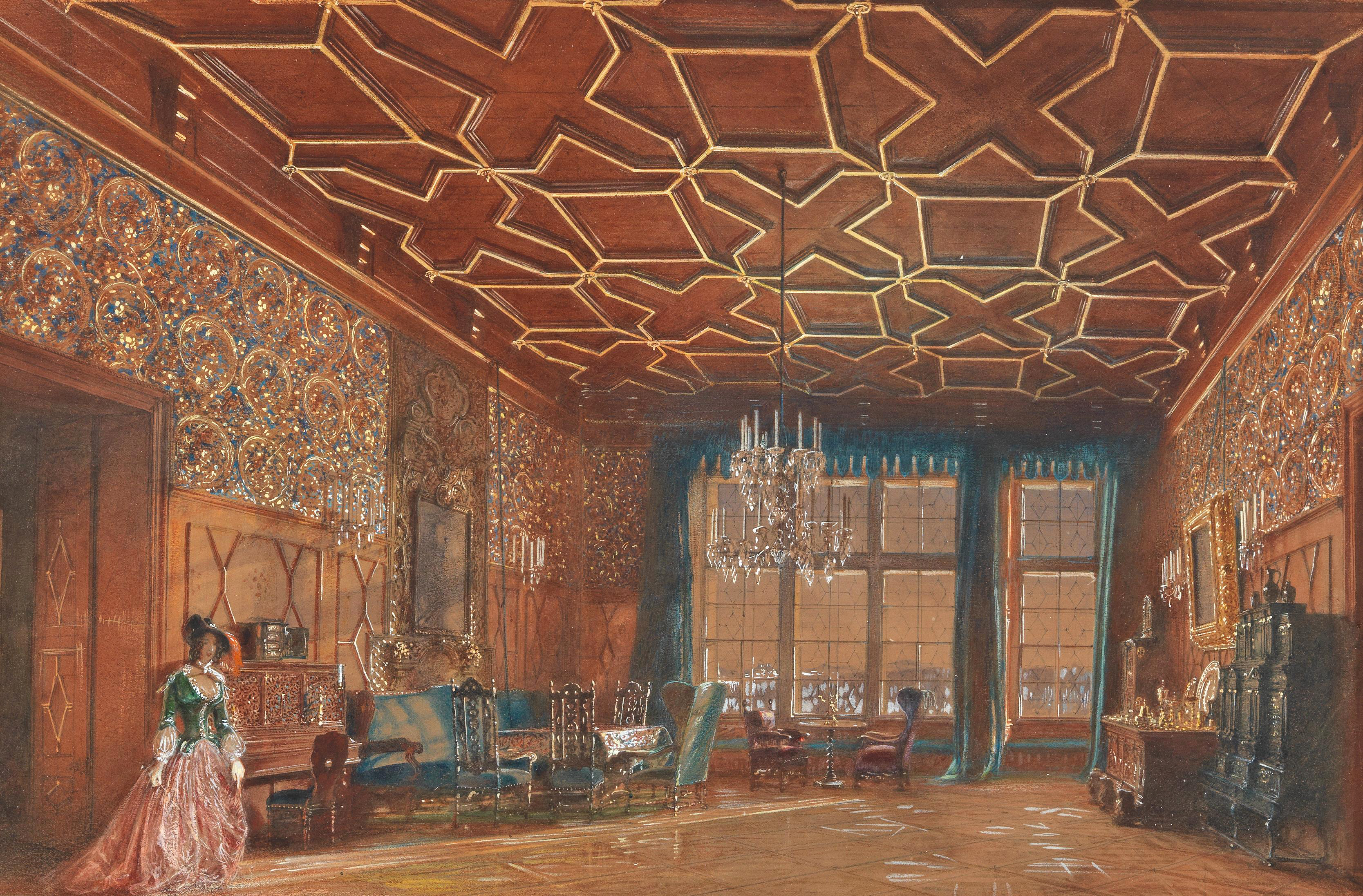
L'intérieur du château de Rožmberk, tableau de Rudolf von Alt (1856).

Le palais Renaissance, à quatre ailes autour d'une cour entourée de galeries avec arcades, a été construit de 1545 à 1574, à l’emplacement d’anciennes fortifications. Les façades étaient richement ornementées. Il possédait des tours polygonales et un jardin d'agrément. Au XVIIIe siècle, le palais a subi des remaniements baroques selon les projets de l’architecte Nicolo Paccassi.
La partie Renaissance a été rénovée au XIXe siècle par les Buquoy en résidence romantique néogothique, mais les agencements intérieurs n'ont pas été modifiés. La façade est austère, plus celle d'une forteresses que celle d'un palais. L'entrée du château donne sur l’escalier Tudor orné d'armoiries qui représentent une rose à cinq pétales, emblème des Rosenberg/Rožmberk.
La chapelle  de la Sainte-Trinité, édifiée en 1755 et entièrement cachée sous les éléments de construction rajoutés, est ornée de peintures. « Les fresques, œuvre du peintre Jan Petr Molitor, représentent la Sainte Trinité et l'Immaculée Conception de la Vierge Marie. Le même motif se répète sur l’autel peint en trompe-l’œil sur le mur nord et, de même, le reste des murs est orné de fenêtres en trompe-l’œil. » selon ladescription de Petr Měchura, conservateur du patrimoine